# Recikliranje
Recikliranje ili oporaba je postupak izdvajanja materijala iz otpada i njegova ponovna uporaba. Uključuje prikupljanje, izdvajanje, preradu i izradu novih proizvoda iz iskorištenih stvari ili materijala. Prije same obrade otpad se razdvaja prema vrstama otpadaka u postrojenjima za razvrstavanje otpada. Mnoge otpadne tvari mogu se ponovno iskoristiti ako su prikupljene odvojeno. 
U oporabu pripada sve što se može ponovno iskoristiti, a da se ne baci. Obrada otpada za ponovnu uporabu provodi se u reciklažnim centrima.
Neke materije, poput stiropora, nisu biorazgradive i ne mogu se oporabiti, ali se umjesto njih mogu pronaći ekološke zamjene.

## Postupak

### Staklo
Staklo se očisti i preoblikuje. Tako se pohranjuje energija u kremenskom pijesku.

### Plastika
Iz plastike se stvara plastika niže kakvoće za industrijsku upotrebu, pri čemu se štedi nafta.
U plastičnome otpadu može se nalaziti i do petsto vrsta različitih kemikalija (aditivi, poliklorirani bifenili, surfaktanti, filtri UV-zračenja, bojila, repelenti, inhibitori korozije, biocidi i dr.), farmaceutski spojevi iz lijekova (naproksen, fenazon, atenolol, propranolol, paroksetin), pesticidi (diuron, diklorbenzidin, imazalil, tiabendazol) i ini štetni spojevi.

### Papir
Papirni otpadci se namoče, da bi ih se očistilo. Iz ocijeđenih ostataka proizvodi se karton ili papir niže kakvoće.

### Kovine
Metal se može reciklirati više puta, a na taj se način uštedi i do pet tona boksita i potroši 20 puta manje energije.

### Tetrapak
Tetrapak ambalaža nije smeće, nego sekundarna sirovina. Najviše se izrađuje od papira, aluminija i najlona.

### Biootpad
Biootpad je sav organski otpad poput staroga voća i povrća, preostala hrana i drva koje se kompostira za dobivanje humusa.

## Vanjske poveznice
- Oporaba stakla